# Септимије Бас
Септимије Бас (лат. Septimius Bassus) је био префект Рима с почетка 4. века.
Рођен је у сенаторској породици као син Луција Септимија Севера (рођеног око 245) и његове супруге Помпоније Басе (рођене око 250). С очеве стране деда му је био Луције Септмије ? (рођен око 210) из рода Септимијеваца, док су му с мајчине стране дада и бака били римски сенатор Помпоније Бас и Помпонија Грацидија, жена племенитог рода. Преко деде с мајчине стране био је потомак римског цара Марка Аурелија, римске царице Фаустине Млађе и бивше владајуће династије Антонина.
Бас је био префект Рима (командант града и шеф полиције) од 317. (на том положају помиње се 15. маја исте године) до 319. (најкасније до 1. септембра исте године). Између 13. јула и 13. августа 318. налазио се на двору, па је због тога замењен Јулијем Касијем.
Оженио је са женом чије име није познато. Имао је ћерку Септимију (рођену око 305), која је била прва жена Луција Валерија Максима Базилија, префекта Рима 319.